# Косовац (Горњи Богићевци)
Косовац је насељено мјесто у Западној Славонији. Припада општини Горњи Богићевци, у Бродско-посавској жупанији, Република Хрватска.

## Географија
Косовац се налази на путу између Окучана и Горњих Богићеваца.

## Историја
Косовац се од распада Југославије до маја 1995. године налазио у Републици Српској Крајини. До територијалне реорганизације насеље се налазило у саставу бивше општине Нова Градишка.

## Становништво
Према попису становништва из 2011. године, насеље Косовац је имало 220 становника.
| Националност       | 2001. | 1991. | 1981. | 1971. | 1961. |
| Срби               | 23    | 83    | 127   | 137   | 115   |
| Хрвати             | 249   | 82    | 126   | 193   | 169   |
| Југословени        | —     | 21    | 59    |       |       |
| остали и непознато | 17    | 46    | 35    | 24    | 52    |
| Укупно             | 289   | 232   | 347   | 354   | 336   |

| Демографија | Демографија | Демографија |
| Година      | Становника  | Становника  |
| ----------- | ----------- | ----------- |
| 1961.       | 336         |             |
| 1971.       | 354         |             |
| 1981.       | 347         |             |
| 1991.       | 232         |             |
| 2001.       | 289         |             |
| 2011.       |             | 220         |

## Попис 1991.
На попису становништва 1991. године, насељено место Косовац је имало 232 становника, следећег националног састава:
| Попис 1991.‍  | Попис 1991.‍  | Попис 1991.‍ | Попис 1991.‍ | Попис 1991.‍ |
| ------------ | ------------ | ----------- | ----------- | ----------- |
|              |              |             |             |             |
| Срби         | Срби         |             | 83          | 35,77%      |
| Хрвати       | Хрвати       |             | 82          | 35,34%      |
| Југословени  | Југословени  |             | 21          | 9,05%       |
| Албанци      | Албанци      |             | 9           | 3,87%       |
| Чеси         | Чеси         |             | 8           | 3,44%       |
| Грци         | Грци         |             | 1           | 0,43%       |
| Мађари       | Мађари       |             | 1           | 0,43%       |
| Муслимани    | Муслимани    |             | 1           | 0,43%       |
| Роми         | Роми         |             | 1           | 0,43%       |
| Руси         | Руси         |             | 1           | 0,43%       |
| Црногорци    | Црногорци    |             | 1           | 0,43%       |
| неопредељени | неопредељени |             | 12          | 5,17%       |
| непознато    | непознато    |             | 11          | 4,74%       |
| укупно: 232  |              |             |             |             |